# Danny Glover
Daniel Lebern Glover (født 22. juli 1946) er en amerikansk skuespiller og instruktør. Han er bedst kendt fra sin rolle som politibetjent Sgt. Roger Murtaugh i Dødbringende våben-serien og sin rolle som Whoopi Goldbergs undertrykkende ægtemand i Farven lilla.

## Filmografi
- Flugten fra Alcatraz (1979)
- Deadly Drifter (1982)
- Places in the Heart (1984)
- Silverado (1985)
- Vidnet (1985)
- Farven lilla (1985)
- Dødbringende våben (1987)
- Bat*21 (1988)
- Lonesome Dove (1989)
- Dødbringende våben 2 (1989)
- A Raisin in the Sun (1989)
- To Sleep With Anger (1990)
- Predator 2 (1990)
- Flight of the Intruder (1991)
- Grand Canyon (1991)
- Pure Luck (1991)
- Dødbringende våben 3 (1992)
- Queen (1993) (TV miniserie)
- The Saint of Fort Washington (1993)
- Maverick (1994)
- Angels in the Outfield (1994)
- Operation Dumbo Drop (1995)
- Fallen Angels: Red Wind (1995)
- The Rainmaker (1997)
- Gone Fishin' (1997)
- Dødbringende våben 4 (1998)
- Prinsen af Ægypten (1998)
- Beloved (1998)
- Antz (1998)
- Boesman and Lena (2000)
- The Royal Tenenbaums (2001)
- The Cookout (2004)
- Saw (2004)
- Legend of Earthsea (2004) (TV miniseries)
- Manderlay (2005)
- Missing in America (2005)
- Bamako (2006)
- Barnyard (2006)
- The Shaggy Dog (2006)
- Dreamgirls (2006)
- Shooter (2007)
- Be Kind Rewind (2008)
- 2012 (2009)
- Jumanji: The Next Level (2019)